# 익운공신
익운 공신(翊運功臣)은 임진왜란 당시 전공을 세운 자와 선조를 의주로 호종한 자 중 선무공신과 호성공신에 녹훈되지 못한 자를 위해 1602년(선조 35년) 선조가 녹훈한 공신이다.
여러 차례의 논란 끝에 책록되었으며, 1604년 무정공신으로 변경되었다.

익운 공신(翊運功臣)은 호성공신과 선무공신의 논의 단계 중 양 공신을 합치자는 논의가 나와 1602년 7월 경 호성공신과 선무공신을 합쳐 익운 공신이라 부른 것에서 유래한다.
이후 1604년 6월까지 조정 논의에서 호성공신은 호종이라 불렸고, 선무 공신은 정왜, 평왜 등으로 지칭되었다. 위 1번 각주는 1602년 가을부터 1604년까지 합쳐져 있었던 
호종공신과 정왜공신을 다시 호성과 선무공신으로 나누자는 논의에서 나온 말이다. 

익운공신은 총 4등급으로 나누어져 있으며 구체적인 명단은 『호성선무청난공신도감의궤』 209~214쪽에서 확인 가능하다. 호성공신과 선무공신에 녹훈되지 못한 자를 위해 녹훈한
공신은 선무원종공신, 호성원종공신, 청난원종공신 등 뒤에 '원종공신'을 붙였으며 구체적인 내용은 『호성선무원종공신도감의궤』에서 확인 가능하다. 